# Gabriel Ynoa
Gabriel Ynoa (Concepción de la Vega, 26 maggio 1993) è un giocatore di baseball dominicano, lanciatore di rilievo per i Tokyo Yakult Swallows della Nippon Professional Baseball (NPB).

## Carriera

### Minor League (MiLB)
Ynoa firmò il 28 maggio 2010 come free agent amatoriale con i New York Mets. Nello stesso anno giocò a livello rookie con i DSL Mets 1 della Dominican Summer League finendo con 5 vittorie e 3 sconfitte, 1.99 di ERA e .243 alla battuta contro di lui in 14 partite di cui 12 da partente con un incontro giocato interamente senza subire punti "shutout" (72.1 inning). Nel 2011 giocò con due squadre finendo con 2 vittorie e 3 sconfitte, una salvezza su una opportunità, 3.21 di ERA e .268 alla battuta contro di lui in 12 partite di cui 7 da partente (56.0 inning).
Nel 2012 giocò a livello A- con i Brooklyn Cyclones della New York-Penn League finendo con 5 vittorie e 2 sconfitte, 2.23 di ERA e .213 alla battuta contro di lui in 13 partite tutte da partente (76.2 inning). Nel 2013 giocò a livello A con i Savannah Sand Gnats della South Atlantic League, finendo con 15 vittorie e 4 sconfitte, 2.72 di ERA e .238 alla battuta contro di lui in 22 partite tutte da partente (135.2 inning) con un'intera partita giocata.
Nel 2014 giocò con due squadre finendo con 11 vittorie e 4 sconfitte, 4.07 di ERA e .285 alla battuta contro di lui in 25 partite tutte da partente, completando due intere partite (148.1 inning) con un "shutout". Il 20 novembre 2014 venne inserito nel roster dei New York Mets, per essere protetto dal Rule 5 Draft. Nel 2015 giocò a livello AA con i Binghamton Mets della Eastern League finendo con 9 vittorie e altrettante sconfitte, 3.90 di ERA e .265 alla battuta contro di lui in 25 partite di cui 24 da partente, completando due intere partite (152.1 inning) con un "shutout".
Nel 2016 giocò a livello AAA con i Las Vegas 51s della Pacific Coast League finendo con 12 vittorie 5 sconfitte, 3.97 di ERA e .285 alla battuta contro di lui in 25 partite tutte da partente (154.1 inning).

### Major League (MLB)
Ynoa debuttò nella MLB il 13 agosto 2016, al Citi Field di New York City contro i San Diego Padres. Il 18 dello stesso mese venne opzionato ai 51s. Il 1º settembre venne richiamato nei Mets. Chiuse con una vittoria e nessuna sconfitta, 6.38 di ERA e .333 alla battuta contro di lui in 10 partite di cui 3 da partente (18.1 inning). Lanciando prevalentemente una sinker con una media di 93,62 mph.
Il 10 febbraio 2017 venne ceduto ai Baltimore Orioles per un compenso monetario. Ha perso l'intera stagione 2018 a causa di un infortunio allo stinco destro. Tornò a giocare nel 2019 nella Major League e divenne free agent al termine della stagione.

### Nippon Pro Baseball (NPB)
Il 6 dicembre 2019, Ynoa firmò un contratto con i Tokyo Yakult Swallows della Nippon Professional Baseball.

## Palmarès
- (1) Mid-Season All-Star della Pacific Coast League "PCL" (2016)
- (1) Lanciatore della settimana della Eastern League "EAS" (6 luglio 2015)
- (1) Lanciatore della Florida State League "FSL" (9 giugno 2014)
- (1) Mid-Season All-Star della South Atlantic League "SAL" (2013)
- (1) Most Outstanding Pitcher (2013)
- (1) Topps Lanciatore dell'anno della SAL (2013)
- (1) Mid-Season All-Star della New York-Penn League "NYP" (2012).